# Sindrome di Miller-Dieker
La sindrome di Miller-Dieker  è una malattia rara, di carattere genetico, caratterizzata da una defezione dell'encefalo causata da un'incompleta migrazione dei neuroni.

## Sintomatologia
I sintomi presentano anomalie fisiche (come la fronte alta, ma anche più gravi come la polidattilia, ovvero la persona ha un numero eccessivo di dita), soprattutto al livello encefalico (lissencefalia, microcefalia) e conseguente ritardo mentale, atresia duodenale, epilessia, il peso alla nascita risulta sempre inferiore al normale.

## Eziologia
La causa è da riscontrarsi in una mutazione che coinvolge il gene LIS1 o nella delezione di una porzione del cromosoma 17 (17p13).

## Prognosi
Molte sono le condizioni pericolose che influenzano la sopravvivenza a lungo termine, prime fra tutte le difficoltà alimentari e il ritardo mentale grave; la prognosi è sfavorevole, difficilmente si superano i 5 anni di vita.